# Гало темної матерії

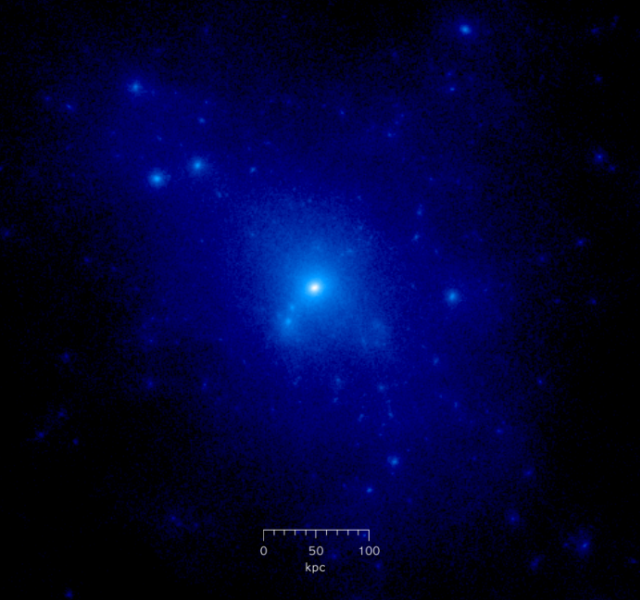
Симуляція гало темної матерії з космологічноїl симуляції N-тіл

Гало темної матерії (англ. dark matter halo) — це гіпотетичний компонент галактики, що огортає галактичний диск та поширюється далеко за межі видимої галактики. Маса гало становить основну частину маси галактики. Оскільки гало складається з темної матерії, його не можна безпосередньо спостерігати, але його існування випливає з впливу на рух зір та газу в галактиках. Гало темної матерії відіграє ключову роль у поточних моделях виникнення та еволюції галактик.

## Криві обертання як свідчення існування гало темної матерії

Крива обертання галактики для Чумацького Шляху. Вертикальна вісь — швидкість обертання довкола галактичного центру; горизонтальна — відстань від галактичного центру. Сонце позначено жовтим кругом. Швидкість обертання, яка спостерігається, показана синьою кривою. Червона крива — теоретична крива швидкості, розрахована на підставі маси зір та газу в Чумацькому Шляху. Дисперсія у спостереженнях грубо позначена сірими відрізками. Відмінність у двох кривих викликана темною матерією або можливо модифікацією закону гравітації.

Наявність темної матерії у гало випливає з її гравітаційного впливу на криві обертання спіральних галактик. Без великих мас в (умовно кулястому) гало, обертальна швидкість галактики зменшувалась би на великих відстанях від галактичного центру так само як орбітальні швидкості зовнішніх планет є меншими, чим далі вони від Сонця. Однак спостереження спіральних галактик, зокрема спостереження на радіолінії нейтрального атомарного водню (HI), показують, що крива обертання більшості спіральних галактик горизонтально випрямляється, тобто швидкість обертання з віддаленням від галактичного центру не падає. Відсутність будь-якої видимої матерії, яка могла б пояснити ці спостереження, веде до припущень, що або існує матерія, яку неможливо спостерігати («темна»), або що теорія руху під дією гравітації (Загальна теорія відносності) є неповною.
Часто для моделі гало темної матерії застосовується модель псевдоізотермічного гало:
{\displaystyle \rho (r)={\frac {\rm {constant}}{[1+(r/a)^{2}]}}}
Вона добре підходить до більшості даних кривої обертання. Однак вона не може дати повний опис гало темної матерії, оскільки включена маса досягає нескінченного значення при збільшенні радіусу до нескінченності. Хоча емпірично модель успішна, вона не заснована на глибшій теорії.
Чисельне моделювання утворення структур у Всесвіті, що розширюється, ведуть до теоретичного передбачення NFW-профілю (профіль Наваро–Френка–Вайта):
{\displaystyle \rho (r)={\frac {\rm {constant}}{(r/a)(1+r/a)^{2}}}}
Цей профіль має скінчений гравітаційний потенціал, хоча включена маса все одно коливається логарифмічно. Прийнято визначати загальну масу всіх гало у відправній точці вимірювання як величину, яка включає надщільність у 200 вищу за критичну щільність всесвіту, хоча математично профіль простягається й далі цієї умовної точки. NFW-профілі гало переважно дають гірший опис даних галактики ніж псевдоізотермічний профіль, що викликає проблему точності гало.
Комп'ютерні моделі на більш детальних даних краще описуються профілем Ейнасто:
{\displaystyle \rho (r)=\rho _{0}e^{-\alpha r^{n}}.}
Хоче застосування третього параметра дає дещо кращий опис результатів чисельного моделювання, за спостереженнями його не відрізнити від NFW-гало на двох параметрах, і він не вирішує проблему точності гало.

## Теорії про природу темної матерії
На поточний час природа темної матерії у гало спіральних галактик не визначена, але популярними є дві теорії: або гало складається зі слабко взаємодіючих масивних частинок, або в ньому розташована велика кількість маленьких темних тіл відомих як масивні компактні об'єкти гало (англ. Massive astrophysical compact halo object — MACHO). Малоймовірним вважається, що гало містить велику кількість міжзоряного газу та пилу, оскільки вони були б зафіксовані спостереженнями. Пошук випадків гравітаційного мікролінзування в гало Чумацького Шляху вказує та те, що кількість MACHO ймовірно є недостатньою для необхідної маси гало.

## Гало темної матерії Чумацького Шляху
Вважається, що видимий диск Чумацького Шляху оточений значно більшим, кулястим гало темної матерії. Густина темної матерії знижується зі збільшенням відстані від галактичного центру. За поточними припущеннями, близько 95 % нашої Галактики складається з темної матерії, яка начебто не взаємодіє з іншою матерією та енергією Галактики ніяким чином, крім гравітаційної взаємодії. Загальна маса матерії, що світиться, складає приблизно 9× 1010 мас Сонця, а маса темної матерії ймовірно становить від близько 6× 1011 до близько 3× 1012 мас Сонця.

## Подальше читання
- Bertone, Gianfranco (2010). Particle Dark Matter: Observations, Models and Searches. Cambridge University Press. с. 762. ISBN 978-0-521-76368-4.
- Brainerd, Tereasa (July 2011). How are Bright Galaxies Embedded within their Dark Matter Halos?. Astronomical Review. Т. 6, № 7. Архів оригіналу за 18 червня 2012. Процитовано 11 жовтня 2012.